# Brothers of the Road
Brothers of the Road è un album discografico del gruppo The Allman Brothers Band, pubblicato dall'etichetta discografica Arista Records nel settembre del 1981.
Primo album senza il batterista storico Jaimoe Jay Jay Johanson, rimpiazzato da David Frankie Toler.

## Tracce
Lato A
1. Brothers of the Road – 3:50 (Dickey Betts, Jim Goff)
2. Leavin' – 3:46 (Gregg Allman)
3. Straight from the Heart – 3:48 (Dickey Betts, Johnny Cobb)
4. The Heat Is On – 4:13 (Buddy Yochim, Dickey Betts, Mike Lawler)
5. Maybe We Can Go Back to Yesterday – 4:42 (Dan Toler, Dickey Betts)

Durata totale: 20:19
Lato B
1. The Judgment – 3:39 (Dickey Betts)
2. Two Rights – 3:30 (Dickey Betts, Johnny Cobb, Mike Lawler)
3. Never Knew How Much (I Needed You) – 4:45 (Gregg Allman)
4. Things You Used to Do – 3:42 (Gregg Allman, Keith England)
5. I Beg of You – 3:22 (Kelly Owens, Rose Marie McCoy)

Durata totale: 18:58

## Formazione
- Gregg Allman - voce solista, organo, chitarra acustica
- Dickey Betts - voce solista, chitarra solista, chitarra slide, chitarra acustica
- Butch Trucks - batteria
- David Rook Goldflies - basso
- Mike Lawler - pianoforti, sintetizzatori, clavinet
- Dangerous Dan Toler - chitarra solista, chitarra ritmica
- David Frankie Toler - batteria

Ospiti:
- Charlie Daniels - fiddle (brano: Brothers of the Road)
- Jimmy Hall - sassofono (brano: Never Knew How Much (I Needed You))
- Mark Tito Morris - congas, timbales, percussioni
- Thomas Cain - accompagnamento vocale, cori
- Johnny Cobb - accompagnamento vocale, cori
- Jimmy Hall - accompagnamento vocale, cori
- Chip Young - accompagnamento vocale, cori
- Greg Guidry - accompagnamento vocale, cori
- Joy Lannon - accompagnamento vocale, cori
- Donna McElroy - accompagnamento vocale, cori
- Keith England - accompagnamento vocale, cori
- Jeff Silverman - accompagnamento vocale, cori
- Randall Hart - accompagnamento vocale, cori
- Peter Kingsberry - accompagnamento vocale, cori
- Joe Pizzulo - accompagnamento vocale, cori[1]